# Avis Bunnage
Mildred Avis Bunnage, född 22 april 1923 i Ardwick, Greater Manchester, död 4 oktober 1990 i Thorpe Bay, Essex, var en brittisk skådespelerska.

## Rollista i urval
- 1959 – Expresso Bongo
- 1962 – Långdistanslöparen
- 1962 – Rum för obemärkt
- 1962 – Sparvar kan inte sjunga
- 1963 – Tom Jones
- 1965 – De' ä fult att göra miljonkupper
- 1965 – En studie i skräck
- 1966 – Man bara dör... eller historien om det lefvande liket
- 1966 – Rösterna
- 1982 – Gandhi
- 1990 – The Krays